# Здание центрального почтамта (Сантьяго)
Здание центрального почтамта (исп. Correo Central de Santiago) ― историческое здание, которое находится в столице Чили Сантьяго. Располагается к северу от площади Пласа-де-Армас, на углу Калье Катедраль и Калье Пуэнте.
Построено в стиле неоклассицизма.

## История
Здание находится на участке земли, изначально принадлежавшем губернатору Чили Педро де Вальдивии. До 1846 года на этом месте располагался президентский дворец.
Строительство здания главного почтамта началось в 1881 году после того, как дворец пострадал от пожара. Почтамт был построен по проекту архитектора Рикардо Брауна. Здание получило свой современный вид в 1908 году, когда Рамон Фехерман немного преобразовал его фасад.
В 1976 году здание получило статус Национального памятника Чили.